# الدوري الليبيري الممتاز
الدوري الليبيري الأول لكرة القدم هي مسابقة كرة القدم بين أندية ليبيريا .
البطل الحالي هو ب.يونغ.